# Pomacentrus coelestis
Pomacentrus coelestis là một loài cá biển thuộc chi Pomacentrus trong họ Cá thia. Loài này được mô tả lần đầu tiên vào năm 1901.

## Từ nguyên
Tính từ định danh coelestis trong tiếng Latinh có nghĩa là "trên bầu trời", hàm ý đề cập đến màu xanh dương của loài cá này.

## Phạm vi phân bố và môi trường sống
Từ Sri Lanka, phạm vi của P. coelestis trải dài về phía đông, băng qua vùng biển các nước Đông Nam Á và các đảo quốc, quần đảo ở châu Đại Dương đến quần đảo Line và Tuamotu, ngược lên phía bắc đến vùng biển phía nam Nhật Bản, xa về phía nam đến hai bờ đông-tây Úc.
P. coelestis sinh sống tập trung gần những rạn san hô viền bờ hoặc trong các đầm phá có nền đáy nhiều đá vụn ở độ sâu đến 20 m.

## Mô tả
Chiều dài lớn nhất được ghi nhận ở P. coelestis là 9 cm. Cơ thể có màu xanh lam óng. Màu vàng có thể xuất hiện ở vùng bụng, vây bụng và vây hậu môn, cuống và vây đuôi cũng như phía sau vây lưng.
Số gai ở vây lưng: 13; Số tia vây ở vây lưng: 13–15; Số gai ở vây hậu môn: 2; Số tia vây ở vây hậu môn: 14–15; Số tia vây ở vây ngực: 17–18; Số gai ở vây bụng: 1; Số tia vây ở vây bụng: 5.

## Phân loại học

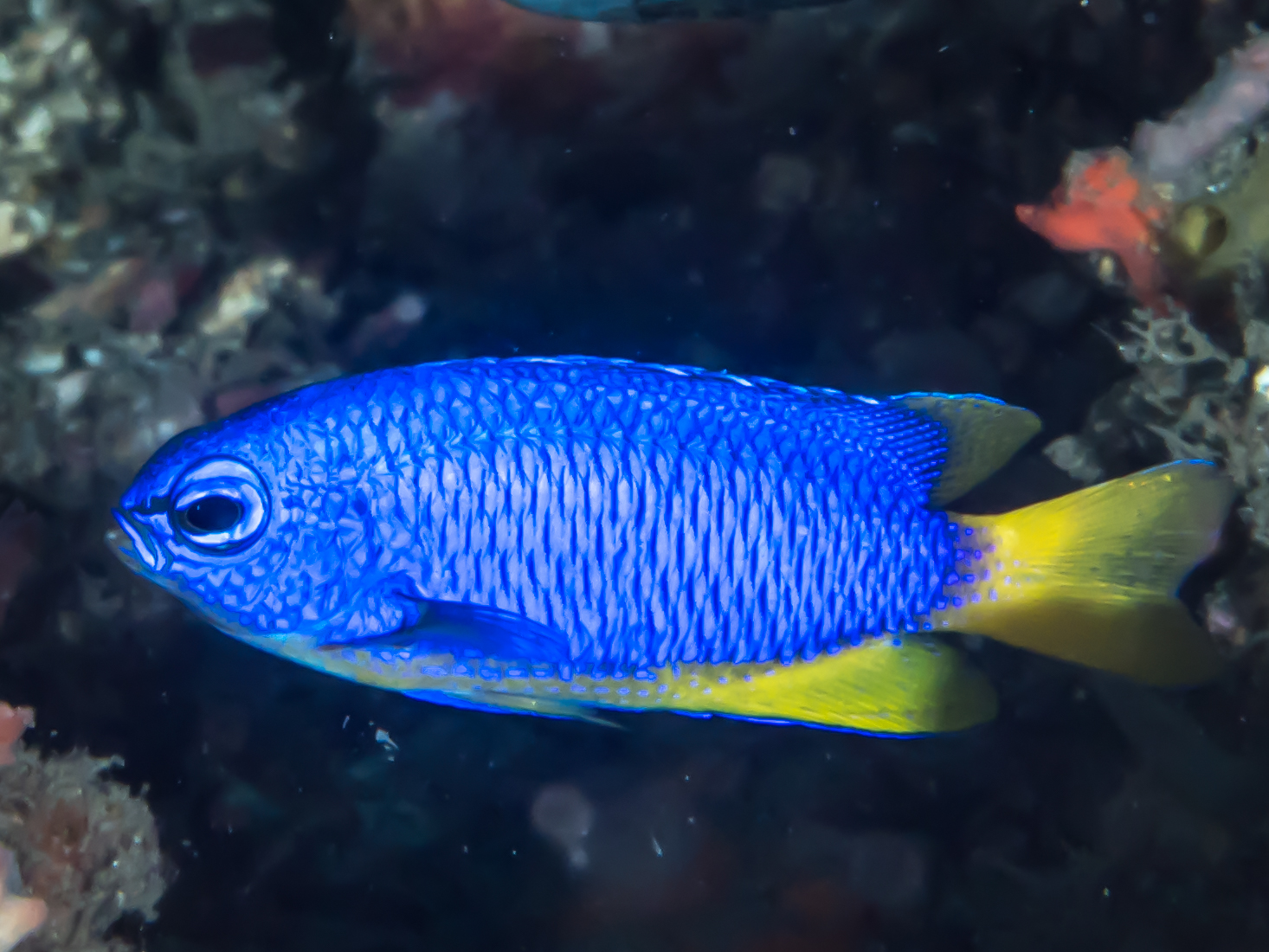
P. coelestis với thân màu xanh óng

Liu và cộng sự đã tiến hành một nghiên cứu về sự phân bố địa lý dựa vào các bằng chứng di truyền và phát hiện ra một nhánh loài ẩn sinh (cryptic species) ở khu vực giữa Micronesia và Tây Papua. Nhánh này sau đó được công nhận là một loài riêng biệt, được biết với danh pháp là Pomacentrus micronesicus.
Ngoài ra, 5 loài khác có chung kiểu hình màu xanh sáng với P. coelestis, bao gồm Pomacentrus alleni, Pomacentrus auriventris, Pomacentrus caeruleus, Pomacentrus caeruleopunctatus và Pomacentrus similis, được xếp vào một nhóm phức hợp loài P. coelestis.

## Sinh thái học
Thức ăn của P. coelestis bao gồm tảo và các loài động vật phù du. Cá trưởng thành thường hợp thành nhóm với số lượng lớn trên các rạn san hô, trong khi cá con tập trung gần các loài san hô mềm.
Tuổi thọ lớn nhất được ước tính ở P. coelestis là khoảng từ 127 đến 160 ngày ở rạn san hô Great Barrier, trong khi những loài cùng chi cũng như những loài cá thia khác có thể sống từ 5 năm trở lên.
Cá đực có tập tính bảo vệ và chăm sóc trứng.